# Bivin de Vienne
Bivin de Vienne ou Beuves, Buwin, Bouvin, Bouin, Brouin, (c.822 - 865/869), plus connu sous le nom de Bivin de Gorze, est un personnage énigmatique, comte d'Ardennes, abbé laïc de Gorze et peut-être comte de Metz (842-864). Il constitue avec ses descendants une famille de la noblesse franque appelée les Bivinides. 

## Origine
En 1901, René Poupardin dit en ignorer la filiation, mais le dit marié à une fille de Boson l'Ancien.
Depuis, plusieurs hypothèses ont été émises pour déterminer son origine. 

### Hypothèse abandonnée
Certains ont rapproché le prénom de Boson, porté par un fils et un petit-fils de Boson à la famille de Boson l'Ancien, comte d'Arles, également père d'un autre Boson comte en Italie. Cette proposition est reprise entre autres par l'historien Pierre Riché :
|                       |                       |                       |                       |                       |                       |                     |                     |                                       |                                       |                                       |                                       |                                       |                                       |                         |                         | Boson l'Ancien comte d'Arles |                         |                         |                         |             |             |                       |                       |                       |                       |                       |                       |  |  |                            |                            |                            |                            |                            |                            |  |  |  |  |  |  |
|                       |                       |                       |                       |                       |                       |                     |                     |                                       |                                       |                                       |                                       |                                       |                                       |                         |                         |                              |                         |                         |                         |             |             |                       |                       |                       |                       |                       |                       |  |  |                            |                            |                            |                            |                            |                            |  |  |  |  |  |  |
|                       |                       |                       |                       |                       |                       |                     |                     |                                       |                                       |                                       |                                       |                                       |                                       |                         |                         |                              |                         |                         |                         |             |             |                       |                       |                       |                       |                       |                       |  |  |                            |                            |                            |                            |                            |                            |  |  |  |  |  |  |
|                       |                       |                       |                       | Bivin abbé de Gorze   | Bivin abbé de Gorze   | Bivin abbé de Gorze | Bivin abbé de Gorze | Bivin abbé de Gorze                   | Bivin abbé de Gorze                   |                                       |                                       |                                       |                                       | Teutberge x Lothaire II | Teutberge x Lothaire II | Teutberge x Lothaire II      | Teutberge x Lothaire II | Teutberge x Lothaire II | Teutberge x Lothaire II |             |             | Boson comte en Italie | Boson comte en Italie | Boson comte en Italie | Boson comte en Italie | Boson comte en Italie | Boson comte en Italie |  |  | Hucbert duc de Transjurane | Hucbert duc de Transjurane | Hucbert duc de Transjurane | Hucbert duc de Transjurane | Hucbert duc de Transjurane | Hucbert duc de Transjurane |  |  |  |  |  |  |
|                       |                       |                       |                       | Bivin abbé de Gorze   | Bivin abbé de Gorze   | Bivin abbé de Gorze | Bivin abbé de Gorze | Bivin abbé de Gorze                   | Bivin abbé de Gorze                   |                                       |                                       |                                       |                                       | Teutberge x Lothaire II | Teutberge x Lothaire II | Teutberge x Lothaire II      | Teutberge x Lothaire II | Teutberge x Lothaire II | Teutberge x Lothaire II |             |             | Boson comte en Italie | Boson comte en Italie | Boson comte en Italie | Boson comte en Italie | Boson comte en Italie | Boson comte en Italie |  |  | Hucbert duc de Transjurane | Hucbert duc de Transjurane | Hucbert duc de Transjurane | Hucbert duc de Transjurane | Hucbert duc de Transjurane | Hucbert duc de Transjurane |  |  |  |  |  |  |
|                       |                       |                       |                       |                       |                       |                     |                     |                                       |                                       |                                       |                                       |                                       |                                       |                         |                         |                              |                         |                         |                         |             |             |                       |                       |                       |                       |                       |                       |  |  |                            |                            |                            |                            |                            |                            |  |  |  |  |  |  |
| Boson roi en Provence | Boson roi en Provence | Boson roi en Provence | Boson roi en Provence | Boson roi en Provence | Boson roi en Provence |                     |                     | Richard le Justicier duc de Bourgogne | Richard le Justicier duc de Bourgogne | Richard le Justicier duc de Bourgogne | Richard le Justicier duc de Bourgogne | Richard le Justicier duc de Bourgogne | Richard le Justicier duc de Bourgogne |                         |                         |                              |                         |                         |                         |             |             |                       |                       |                       |                       |                       |                       |  |  |                            |                            |                            |                            |                            |                            |  |  |  |  |  |  |
| Boson roi en Provence | Boson roi en Provence | Boson roi en Provence | Boson roi en Provence | Boson roi en Provence | Boson roi en Provence |                     |                     | Richard le Justicier duc de Bourgogne | Richard le Justicier duc de Bourgogne | Richard le Justicier duc de Bourgogne | Richard le Justicier duc de Bourgogne | Richard le Justicier duc de Bourgogne | Richard le Justicier duc de Bourgogne |                         |                         |                              |                         |                         |                         |             |             |                       |                       |                       |                       |                       |                       |  |  |                            |                            |                            |                            |                            |                            |  |  |  |  |  |  |
|                       |                       |                       |                       |                       |                       |                     |                     |                                       |                                       |                                       |                                       |                                       |                                       |                         |                         |                              |                         |                         |                         |             |             |                       |                       |                       |                       |                       |                       |  |  |                            |                            |                            |                            |                            |                            |  |  |  |  |  |  |
| Raoul roi des Francs  | Raoul roi des Francs  | Raoul roi des Francs  | Raoul roi des Francs  | Raoul roi des Francs  | Raoul roi des Francs  |                     |                     | Hugues le Noir duc de Bourgogne       | Hugues le Noir duc de Bourgogne       | Hugues le Noir duc de Bourgogne       | Hugues le Noir duc de Bourgogne       | Hugues le Noir duc de Bourgogne       | Hugues le Noir duc de Bourgogne       |                         |                         | Boson comte                  | Boson comte             | Boson comte             | Boson comte             | Boson comte | Boson comte |                       |                       |                       |                       |                       |                       |  |  |                            |                            |                            |                            |                            |                            |  |  |  |  |  |  |

### Hypothèse actuelle
Mais cette reconstitution est en contradiction avec les Annales de Saint-Bertin, qui indiquent que la reine Teutberge est la tante maternelle de Boson. Il en ressort que Bivin ne peut pas être frère de Teutberge, mais marié à une des sœurs de cette dernière.
Deux autres documents permettent d'envisager une autre piste pour l'origine de Bivin :
- un diplôme de l'empereur Lothaire Ier confirme en 842 une donation faite par Richard, comte et ostiaire de Louis le Pieux à la demande des exécuteurs testamentaires dont son frère Bivin ;
- l'historien Richer, parlant de Charles Constantin, comte de Vienne et arrière-petit-fils de Bivin, le dit de famille royale, mais entachée de bâtardise au niveau de son tritavus, c'est-à-dire son ancêtre à la sixième génération.

À partir de ces données, Christian Settipani propose la reconstitution suivante,, :
1. Il considère que la famille royale dont Charles Constantin est membre est la famille carolingienne, et que le terme de « famille » concerne dans ce contexte exclusivement la lignée masculine ;
2. Il considère que, chronologiquement, le tritavus est un fils bâtard de Charles Martel ;
3. Les seuls fils bâtards connus de Charles Martel sont Remi, évêque de Rouen, qui n'a pas eu de descendance, et le comte Jérôme. Pour Settipani, le tritavus de Charles Constantin est le comte Jérôme ;
4. Les prénoms de Richard, porté par un frère et un fils de Bivin, sont peu fréquents au VIIIe siècle et la seconde épouse du comte Jérôme est une princesse gothe. Il rapproche le prénom de Richard avec celui de Reccared porté par deux rois des Wisigoths (Reccared Ier et Reccared II) et identifie les générations intermédiaires avec les quelques Richard connus.

Ce raisonnement donne le tableau suivant :
| Rotrude | Rotrude | Rotrude | Rotrude | Rotrude                                    | Rotrude                                    |                                            |                                            | Charles Martel maire du palais             | Charles Martel maire du palais             | Charles Martel maire du palais | Charles Martel maire du palais | Charles Martel maire du palais | Charles Martel maire du palais |                           |                           | concubine                          | concubine                          | concubine                          | concubine                          | concubine                           | concubine                           |                                     |                                     |                                     |                                     |                        |                        |                        |                        |    |    |                                       |                                       |                                       |                                       |                                       |                                       |                              |                              |                                         |                                         |                                         |                                         |                                         |                                         |                       |                       |                       |                       |  |  |                            |                            |                            |                            |                            |                            |  |  |  |  |  |  |  |  |  |  |
| Rotrude | Rotrude | Rotrude | Rotrude | Rotrude                                    | Rotrude                                    |                                            |                                            | Charles Martel maire du palais             | Charles Martel maire du palais             | Charles Martel maire du palais | Charles Martel maire du palais | Charles Martel maire du palais | Charles Martel maire du palais |                           |                           | concubine                          | concubine                          | concubine                          | concubine                          | concubine                           | concubine                           |                                     |                                     |                                     |                                     |                        |                        |                        |                        |    |    |                                       |                                       |                                       |                                       |                                       |                                       |                              |                              |                                         |                                         |                                         |                                         |                                         |                                         |                       |                       |                       |                       |  |  |                            |                            |                            |                            |                            |                            |  |  |  |  |  |  |  |  |  |  |
|         |         |         |         |                                            |                                            |                                            |                                            |                                            |                                            |                                |                                |                                |                                |                           |                           |                                    |                                    |                                    |                                    |                                     |                                     |                                     |                                     |                                     |                                     |                        |                        |                        |                        |    |    |                                       |                                       |                                       |                                       |                                       |                                       |                              |                              |                                         |                                         |                                         |                                         |                                         |                                         |                       |                       |                       |                       |  |  |                            |                            |                            |                            |                            |                            |  |  |  |  |  |  |  |  |  |  |
|         |         |         |         | Pépin le Bref roi des Francs               | Pépin le Bref roi des Francs               | Pépin le Bref roi des Francs               | Pépin le Bref roi des Francs               | Pépin le Bref roi des Francs               | Pépin le Bref roi des Francs               |                                |                                | Jérôme comte                   | Jérôme comte                   | Jérôme comte              | Jérôme comte              | Jérôme comte                       | Jérôme comte                       |                                    |                                    | Erscheswinda princesse gothe        | Erscheswinda princesse gothe        | Erscheswinda princesse gothe        | Erscheswinda princesse gothe        | Erscheswinda princesse gothe        | Erscheswinda princesse gothe        |                        |                        |                        |                        |    |    |                                       |                                       |                                       |                                       |                                       |                                       |                              |                              |                                         |                                         |                                         |                                         |                                         |                                         |                       |                       |                       |                       |  |  |                            |                            |                            |                            |                            |                            |  |  |  |  |  |  |  |  |  |  |
|         |         |         |         | Pépin le Bref roi des Francs               | Pépin le Bref roi des Francs               | Pépin le Bref roi des Francs               | Pépin le Bref roi des Francs               | Pépin le Bref roi des Francs               | Pépin le Bref roi des Francs               |                                |                                | Jérôme comte                   | Jérôme comte                   | Jérôme comte              | Jérôme comte              | Jérôme comte                       | Jérôme comte                       |                                    |                                    | Erscheswinda princesse gothe        | Erscheswinda princesse gothe        | Erscheswinda princesse gothe        | Erscheswinda princesse gothe        | Erscheswinda princesse gothe        | Erscheswinda princesse gothe        |                        |                        |                        |                        |    |    |                                       |                                       |                                       |                                       |                                       |                                       |                              |                              |                                         |                                         |                                         |                                         |                                         |                                         |                       |                       |                       |                       |  |  |                            |                            |                            |                            |                            |                            |  |  |  |  |  |  |  |  |  |  |
|         |         |         |         |                                            |                                            |                                            |                                            |                                            |                                            |                                |                                |                                |                                |                           |                           |                                    |                                    |                                    |                                    |                                     |                                     |                                     |                                     |                                     |                                     |                        |                        |                        |                        |    |    |                                       |                                       |                                       |                                       |                                       |                                       |                              |                              |                                         |                                         |                                         |                                         |                                         |                                         |                       |                       |                       |                       |  |  |                            |                            |                            |                            |                            |                            |  |  |  |  |  |  |  |  |  |  |
|         |         |         |         |                                            |                                            |                                            |                                            |                                            |                                            |                                |                                |                                |                                |                           |                           | N                                  | N                                  | N                                  | N                                  | N                                   | N                                   | <= ? =>                             | <= ? =>                             | Richard comte de Rouen              | Richard comte de Rouen              | Richard comte de Rouen | Richard comte de Rouen | Richard comte de Rouen | Richard comte de Rouen |    |    |                                       |                                       |                                       |                                       |                                       |                                       |                              |                              |                                         |                                         |                                         |                                         |                                         |                                         |                       |                       |                       |                       |  |  |                            |                            |                            |                            |                            |                            |  |  |  |  |  |  |  |  |  |  |
|         |         |         |         |                                            |                                            |                                            |                                            |                                            |                                            |                                |                                |                                |                                |                           |                           | N                                  | N                                  | N                                  | N                                  | N                                   | N                                   | <= ? =>                             | <= ? =>                             | Richard comte de Rouen              | Richard comte de Rouen              | Richard comte de Rouen | Richard comte de Rouen | Richard comte de Rouen | Richard comte de Rouen |    |    |                                       |                                       |                                       |                                       |                                       |                                       |                              |                              |                                         |                                         |                                         |                                         |                                         |                                         |                       |                       |                       |                       |  |  |                            |                            |                            |                            |                            |                            |  |  |  |  |  |  |  |  |  |  |
|         |         |         |         |                                            |                                            |                                            |                                            |                                            |                                            |                                |                                |                                |                                |                           |                           | N                                  | N                                  | N                                  | N                                  | N                                   | N                                   | <= ? =>                             | <= ? =>                             | Richard comte d'Amiens              | Richard comte d'Amiens              | Richard comte d'Amiens | Richard comte d'Amiens | Richard comte d'Amiens | Richard comte d'Amiens |    |    |                                       |                                       |                                       |                                       | Boson l'Ancien comte d'Arles          | Boson l'Ancien comte d'Arles          | Boson l'Ancien comte d'Arles | Boson l'Ancien comte d'Arles | Boson l'Ancien comte d'Arles            | Boson l'Ancien comte d'Arles            |                                         |                                         | Engeltrude ?                            | Engeltrude ?                            | Engeltrude ?          | Engeltrude ?          | Engeltrude ?          | Engeltrude ?          |  |  |                            |                            |                            |                            |                            |                            |  |  |  |  |  |  |  |  |  |  |
|         |         |         |         |                                            |                                            |                                            |                                            |                                            |                                            |                                |                                |                                |                                |                           |                           | N                                  | N                                  | N                                  | N                                  | N                                   | N                                   | <= ? =>                             | <= ? =>                             | Richard comte d'Amiens              | Richard comte d'Amiens              | Richard comte d'Amiens | Richard comte d'Amiens | Richard comte d'Amiens | Richard comte d'Amiens |    |    |                                       |                                       |                                       |                                       | Boson l'Ancien comte d'Arles          | Boson l'Ancien comte d'Arles          | Boson l'Ancien comte d'Arles | Boson l'Ancien comte d'Arles | Boson l'Ancien comte d'Arles            | Boson l'Ancien comte d'Arles            |                                         |                                         | Engeltrude ?                            | Engeltrude ?                            | Engeltrude ?          | Engeltrude ?          | Engeltrude ?          | Engeltrude ?          |  |  |                            |                            |                            |                            |                            |                            |  |  |  |  |  |  |  |  |  |  |
|         |         |         |         |                                            |                                            |                                            |                                            |                                            |                                            |                                |                                |                                |                                |                           |                           |                                    |                                    |                                    |                                    |                                     |                                     |                                     |                                     |                                     |                                     |                        |                        |                        |                        |    |    |                                       |                                       |                                       |                                       |                                       |                                       |                              |                              |                                         |                                         |                                         |                                         |                                         |                                         |                       |                       |                       |                       |  |  |                            |                            |                            |                            |                            |                            |  |  |  |  |  |  |  |  |  |  |
|         |         |         |         |                                            |                                            |                                            |                                            |                                            |                                            |                                |                                |                                |                                |                           |                           |                                    |                                    |                                    |                                    |                                     |                                     |                                     |                                     |                                     |                                     |                        |                        |                        |                        |    |    |                                       |                                       |                                       |                                       |                                       |                                       |                              |                              |                                         |                                         |                                         |                                         |                                         |                                         |                       |                       |                       |                       |  |  |                            |                            |                            |                            |                            |                            |  |  |  |  |  |  |  |  |  |  |
|         |         |         |         | Richilde x Ecchard cte de Mâcon et d'Autun | Richilde x Ecchard cte de Mâcon et d'Autun | Richilde x Ecchard cte de Mâcon et d'Autun | Richilde x Ecchard cte de Mâcon et d'Autun | Richilde x Ecchard cte de Mâcon et d'Autun | Richilde x Ecchard cte de Mâcon et d'Autun |                                |                                | Richard comte et ostiaire      | Richard comte et ostiaire      | Richard comte et ostiaire | Richard comte et ostiaire | Richard comte et ostiaire          | Richard comte et ostiaire          |                                    |                                    | Bivin abbé de Gorze (cte de Metz ?) | Bivin abbé de Gorze (cte de Metz ?) | Bivin abbé de Gorze (cte de Metz ?) | Bivin abbé de Gorze (cte de Metz ?) | Bivin abbé de Gorze (cte de Metz ?) | Bivin abbé de Gorze (cte de Metz ?) |                        |                        | Ne                     | Ne                     | Ne | Ne | Ne                                    | Ne                                    |                                       |                                       | Teutberge x Lothaire II               | Teutberge x Lothaire II               | Teutberge x Lothaire II      | Teutberge x Lothaire II      | Teutberge x Lothaire II                 | Teutberge x Lothaire II                 |                                         |                                         | Boson comte en Italie                   | Boson comte en Italie                   | Boson comte en Italie | Boson comte en Italie | Boson comte en Italie | Boson comte en Italie |  |  | Hucbert duc de Transjurane | Hucbert duc de Transjurane | Hucbert duc de Transjurane | Hucbert duc de Transjurane | Hucbert duc de Transjurane | Hucbert duc de Transjurane |  |  |  |  |  |  |  |  |  |  |
|         |         |         |         | Richilde x Ecchard cte de Mâcon et d'Autun | Richilde x Ecchard cte de Mâcon et d'Autun | Richilde x Ecchard cte de Mâcon et d'Autun | Richilde x Ecchard cte de Mâcon et d'Autun | Richilde x Ecchard cte de Mâcon et d'Autun | Richilde x Ecchard cte de Mâcon et d'Autun |                                |                                | Richard comte et ostiaire      | Richard comte et ostiaire      | Richard comte et ostiaire | Richard comte et ostiaire | Richard comte et ostiaire          | Richard comte et ostiaire          |                                    |                                    | Bivin abbé de Gorze (cte de Metz ?) | Bivin abbé de Gorze (cte de Metz ?) | Bivin abbé de Gorze (cte de Metz ?) | Bivin abbé de Gorze (cte de Metz ?) | Bivin abbé de Gorze (cte de Metz ?) | Bivin abbé de Gorze (cte de Metz ?) |                        |                        | Ne                     | Ne                     | Ne | Ne | Ne                                    | Ne                                    |                                       |                                       | Teutberge x Lothaire II               | Teutberge x Lothaire II               | Teutberge x Lothaire II      | Teutberge x Lothaire II      | Teutberge x Lothaire II                 | Teutberge x Lothaire II                 |                                         |                                         | Boson comte en Italie                   | Boson comte en Italie                   | Boson comte en Italie | Boson comte en Italie | Boson comte en Italie | Boson comte en Italie |  |  | Hucbert duc de Transjurane | Hucbert duc de Transjurane | Hucbert duc de Transjurane | Hucbert duc de Transjurane | Hucbert duc de Transjurane | Hucbert duc de Transjurane |  |  |  |  |  |  |  |  |  |  |
|         |         |         |         |                                            |                                            |                                            |                                            |                                            |                                            |                                |                                |                                |                                |                           |                           |                                    |                                    |                                    |                                    |                                     |                                     |                                     |                                     |                                     |                                     |                        |                        |                        |                        |    |    |                                       |                                       |                                       |                                       |                                       |                                       |                              |                              |                                         |                                         |                                         |                                         |                                         |                                         |                       |                       |                       |                       |  |  |                            |                            |                            |                            |                            |                            |  |  |  |  |  |  |  |  |  |  |
|         |         |         |         |                                            |                                            |                                            |                                            |                                            |                                            |                                |                                |                                |                                |                           |                           |                                    |                                    |                                    |                                    |                                     |                                     |                                     |                                     |                                     |                                     |                        |                        |                        |                        |    |    |                                       |                                       |                                       |                                       |                                       |                                       |                              |                              |                                         |                                         |                                         |                                         |                                         |                                         |                       |                       |                       |                       |  |  |                            |                            |                            |                            |                            |                            |  |  |  |  |  |  |  |  |  |  |
|         |         |         |         |                                            |                                            |                                            |                                            |                                            |                                            |                                |                                |                                |                                |                           |                           | Boson roi en Provence x Ermengarde | Boson roi en Provence x Ermengarde | Boson roi en Provence x Ermengarde | Boson roi en Provence x Ermengarde | Boson roi en Provence x Ermengarde  | Boson roi en Provence x Ermengarde  |                                     |                                     |                                     |                                     |                        |                        |                        |                        |    |    | Richard le Justicier duc de Bourgogne | Richard le Justicier duc de Bourgogne | Richard le Justicier duc de Bourgogne | Richard le Justicier duc de Bourgogne | Richard le Justicier duc de Bourgogne | Richard le Justicier duc de Bourgogne |                              |                              | Richilde d'Ardennes x Charles le Chauve | Richilde d'Ardennes x Charles le Chauve | Richilde d'Ardennes x Charles le Chauve | Richilde d'Ardennes x Charles le Chauve | Richilde d'Ardennes x Charles le Chauve | Richilde d'Ardennes x Charles le Chauve |                       |                       |                       |                       |  |  |                            |                            |                            |                            |                            |                            |  |  |  |  |  |  |  |  |  |  |
|         |         |         |         |                                            |                                            |                                            |                                            |                                            |                                            |                                |                                |                                |                                |                           |                           | Boson roi en Provence x Ermengarde | Boson roi en Provence x Ermengarde | Boson roi en Provence x Ermengarde | Boson roi en Provence x Ermengarde | Boson roi en Provence x Ermengarde  | Boson roi en Provence x Ermengarde  |                                     |                                     |                                     |                                     |                        |                        |                        |                        |    |    | Richard le Justicier duc de Bourgogne | Richard le Justicier duc de Bourgogne | Richard le Justicier duc de Bourgogne | Richard le Justicier duc de Bourgogne | Richard le Justicier duc de Bourgogne | Richard le Justicier duc de Bourgogne |                              |                              | Richilde d'Ardennes x Charles le Chauve | Richilde d'Ardennes x Charles le Chauve | Richilde d'Ardennes x Charles le Chauve | Richilde d'Ardennes x Charles le Chauve | Richilde d'Ardennes x Charles le Chauve | Richilde d'Ardennes x Charles le Chauve |                       |                       |                       |                       |  |  |                            |                            |                            |                            |                            |                            |  |  |  |  |  |  |  |  |  |  |
|         |         |         |         |                                            |                                            |                                            |                                            |                                            |                                            |                                |                                |                                |                                |                           |                           |                                    |                                    |                                    |                                    |                                     |                                     |                                     |                                     |                                     |                                     |                        |                        |                        |                        |    |    |                                       |                                       |                                       |                                       |                                       |                                       |                              |                              |                                         |                                         |                                         |                                         |                                         |                                         |                       |                       |                       |                       |  |  |                            |                            |                            |                            |                            |                            |  |  |  |  |  |  |  |  |  |  |
|         |         |         |         |                                            |                                            |                                            |                                            |                                            |                                            |                                |                                |                                |                                |                           |                           | Louis III l'Aveugle roi d'Italie   | Louis III l'Aveugle roi d'Italie   | Louis III l'Aveugle roi d'Italie   | Louis III l'Aveugle roi d'Italie   | Louis III l'Aveugle roi d'Italie    | Louis III l'Aveugle roi d'Italie    |                                     |                                     | Raoul roi de France                 | Raoul roi de France                 | Raoul roi de France    | Raoul roi de France    | Raoul roi de France    | Raoul roi de France    |    |    | Hugues le Noir duc de Bourgogne       | Hugues le Noir duc de Bourgogne       | Hugues le Noir duc de Bourgogne       | Hugues le Noir duc de Bourgogne       | Hugues le Noir duc de Bourgogne       | Hugues le Noir duc de Bourgogne       |                              |                              | Boson comte                             | Boson comte                             | Boson comte                             | Boson comte                             | Boson comte                             | Boson comte                             |                       |                       |                       |                       |  |  |                            |                            |                            |                            |                            |                            |  |  |  |  |  |  |  |  |  |  |
|         |         |         |         |                                            |                                            |                                            |                                            |                                            |                                            |                                |                                |                                |                                |                           |                           | Louis III l'Aveugle roi d'Italie   | Louis III l'Aveugle roi d'Italie   | Louis III l'Aveugle roi d'Italie   | Louis III l'Aveugle roi d'Italie   | Louis III l'Aveugle roi d'Italie    | Louis III l'Aveugle roi d'Italie    |                                     |                                     | Raoul roi de France                 | Raoul roi de France                 | Raoul roi de France    | Raoul roi de France    | Raoul roi de France    | Raoul roi de France    |    |    | Hugues le Noir duc de Bourgogne       | Hugues le Noir duc de Bourgogne       | Hugues le Noir duc de Bourgogne       | Hugues le Noir duc de Bourgogne       | Hugues le Noir duc de Bourgogne       | Hugues le Noir duc de Bourgogne       |                              |                              | Boson comte                             | Boson comte                             | Boson comte                             | Boson comte                             | Boson comte                             | Boson comte                             |                       |                       |                       |                       |  |  |                            |                            |                            |                            |                            |                            |  |  |  |  |  |  |  |  |  |  |
|         |         |         |         |                                            |                                            |                                            |                                            |                                            |                                            |                                |                                |                                |                                |                           |                           | Charles Constantin comte de Vienne |                                    |                                    |                                    |                                     |                                     |                                     |                                     |                                     |                                     |                        |                        |                        |                        |    |    |                                       |                                       |                                       |                                       |                                       |                                       |                              |                              |                                         |                                         |                                         |                                         |                                         |                                         |                       |                       |                       |                       |  |  |                            |                            |                            |                            |                            |                            |  |  |  |  |  |  |  |  |  |  |

## Éléments biographiques
D'après René Poupardin il est nommé abbé laïc de Gorze par Lothaire II, entre le 28 septembre 855 et le 8 juillet 856. En 857, il apparaît dans deux chartes avec le titre de « comte et abbé de Gorze ». Mais ayant semble-t-il laissé péricliter cette abbaye et toléré le relâchement de la discipline, il doit la céder en 863, à l'initiative de l'archevêque de Metz Advence, à un clerc du nom de Betton. Cette charte est la dernière que l'on possède sur lui. 
Certains indiquent qu'il est encore en vie en 865 et d'après l'évêque Hincmar de Reims, son contemporain, il était décédé en 869. Bivin serait donc mort entre 865 et 869.

## Descendance
Certains historiens, comme Pierre Riché, s'accordent à en faire le père de :
- Richard II de Bourgogne[11] dit le Justicier, fondateur de la première maison des ducs de Bourgogne ;
- Boson de Provence, roi de Provence ou Basse-Bourgogne ;
- Richilde d'Ardennes, concubine et seconde épouse (870) du roi de France Charles II le Chauve.